# Shen Cuo
Shen Cuo (kinesiska: 申错) är en sjö i Kina. Den ligger i den autonoma regionen Tibet, i den sydvästra delen av landet, omkring 160 kilometer nordväst om regionhuvudstaden Lhasa. Shen Cuo ligger 4 742 meter över havet.
Genomsnittlig årsnederbörd är 563 millimeter. Den regnigaste månaden är juli, med i genomsnitt 130 mm nederbörd, och den torraste är november, med 3 mm nederbörd.